# Большая Калиновка
Больша́я Кали́новка — река в России, протекает по Свердловской области. Устье реки находится в 397 км по правому берегу реки Пышма. Длина реки — 59 км, площадь водосборного бассейна — 1580 км².

## Притоки
- 8,1 км: Малая Калиновка (пр)
- 25 км: Полдневая (пр)
- Маслянка (лв)
- Каменка (пр)

## Данные водного реестра
По данным государственного водного реестра России относится к Иртышскому бассейновому округу, водохозяйственный участок реки — Пышма от Белоярского гидроузла и до устья, без реки Рефт от истока до Рефтинского гидроузла, речной подбассейн реки — Тобол. Речной бассейн реки — Иртыш.
Код объекта в государственном водном реестре — 14010502212111200007761.